# Pankaj Advani
Pankaj Arjan Advani (marathi : पंकज अडवाणी), né le 24 juillet 1985 à Pune au Maharashtra, est un joueur indien de billard anglais et de snooker professionnel de 2012 à 2014.
Advani gagne sept championnats du monde de billard anglais et devient en 2005 le premier joueur de l'histoire à remporter le championnat du monde en format de points et en format de temps la même année. Il détient également un titre de champion du monde de snooker amateur acquis en 2003. En 2012, Advani se qualifie pour le circuit mondial de snooker à l'âge de 26 ans.
En 2014, il se retire du circuit professionnel pour se concentrer sur sa carrière dans le billard anglais.

## Carrière

### Billard anglais
Advani débute au championnat asiatique de l'International Billards and Snooker Federation (IBSF) en 2002. Alors âgé de 17 ans, il se qualifie pour la finale. Il remporte à de nombreuses reprises les titres de champion d'Inde junior de billard. En 2005, il remporte deux titres de champion d'Inde junior, en billard et en snooker ; le titre de champion d'Inde et d'Asie de billard avant de remporter deux titres de champion du monde de billard amateur, dans les deux formats de jeu (points et temps), une performance qu'il est le seul à avoir réalisé et qu'il répète en 2008. En remportant en 2009 le championnat du monde professionnel, il devient le premier joueur à remporter les titres IBSF de champion du monde de billard amateur, champion du monde de snooker amateur, champion du monde de billard professionnel. Avec cinq titres de champion d'Asie, il est le joueur le plus titré de ce championnat continental.
Advani représente l'Inde aux Jeux asiatiques de 2006 et de 2010 et remporte la médaille d'or en individuel dans ces deux évènements.

### Snooker
Advani devient joueur professionnel de snooker en 2012. En tant que nouveau joueur, il doit disputer quatre matchs de qualification pour se qualifier dans les tableaux finaux des tournois classés. Il réussit cette performance dès son quatrième essai, avec des victoires sur Steve Davis, Alan McManus et Michael Holt qui lui permettent de disputer un match contre un joueur amateur chinois en vue d'intégrer le tableau du championnat international 2012. Bien que largement favori de cette rencontre, Advani déclare forfait avant le match, préférant disputer le championnat du monde de billard, qu'il remporte par ailleurs. Il se qualifie de nouveau dans le dernier tableau de l'Open du pays de Galles 2013, où il atteint les quarts de finale après deux victoires sur les ex-champions du monde Shaun Murphy (4-3) et Graeme Dott (4-1) avant d'être battu par Judd Trump (5-2). Sa saison se termine par une défaite au premier tour de qualification du championnat du monde de snooker 2013 contre le revenant Joe Swail, 10-8.
La saison 2013-2014 voit la mise en place d'un tournoi classé en Inde (l'Open d'Inde), le pays d'origine d'Advani. Qualifié pour les phases finales, il enchaîne les victoires, battant successivement Marcus Cambell, Mark Allen et Stuart Bingham. En quarts de finale, Advani affronte son compatriote Aditya Mehta dans un match symbolique à l'issue duquel le vainqueur deviendra le premier joueur indien en demi-finale d'un tournoi de cette catégorie. C'est Mehta qui s'impose dans la manche décisive (4-3), au terme d'une rencontre décousue.

## Palmarès

### Billard anglais
- Championnat du monde de billard anglais : 2009, 2012
- Championnat du monde de billard anglais de l'IBSF : 2008 (2 titres), 2005 (2 titres)
- Championnat asiatique de billard anglais : 2005, 2008, 2009, 2012
- Jeux asiatiques : 2006, 2010

### Snooker
| Légende | Catégorie                      | Titres                         | Finales                        |
|         | Tournois classés               | 0                              | 0                              |
|         | Tournois non classés           | 0                              | 0                              |
|         | Tournois pro-am                | 1                              | 0                              |
|         | Tournois amateurs              | 8                              | 5                              |
| Gras    | Tournois de la triple couronne | Tournois de la triple couronne | Tournois de la triple couronne |

### Titres
| Saison    | Nom du tournoi                                       | Lieu            | Finaliste                 | Score | Tableau |
| 2003      | Championnat du monde amateur                         | Jiangmen        | Saleh Mohammad            | 11-5  |         |
| 2014      | Championnat du monde amateur à six billes rouges     | Sharm el-Sheikh | Kacper Filipiak           | 6-1   |         |
| 2014-2015 | Épreuve finale qualificative à l'Open d'Inde         | Pune            | Rafath Habib              | 4-0   |         |
| 2015      | Championnat du monde amateur (2)                     | Hurghada        | Zhao Xintong              | 8-6   |         |
| 2015      | Championnat du monde amateur à six billes rouges (2) | Karachi         | Yan Bingtao               | 6-2   |         |
| 2017      | Championnat du monde amateur (3)                     | Doha            | Amir Sarkhosh             | 8-2   |         |
| 2019      | Championnat d'Asie amateur                           | Doha            | Thanawat Thirapongpaiboon | 6-3   |         |
| 2021      | Championnat d'Asie amateur (2)                       | Doha            | Amir Sarkhosh             | 6-3   |         |
| 2021      | Championnat du monde amateur à six billes rouges (3) | Doha            | Babar Masih               | 7-5   |         |

### Finales perdues
| Saison | Nom du tournoi                 | Lieu         | Vainqueur          | Score | Tableau |
| 2004   | Championnat d'Asie amateur     | Aqaba        | Alok Kumar         | 3-6   |         |
| 2010   | Championnat du monde amateur   | Damas        | Dechawat Poomjaeng | 7-10  |         |
| 2012   | Championnat d'Asie amateur (2) | Doha         | Aditya Mehta       | 5-7   |         |
| 2015   | Championnat d'Asie amateur (3) | Kuala Lumpur | Hamza Akbar        | 6-7   |         |
| 2017   | Championnat d'Asie amateur (4) | Doha         | Lyu Haotian        | 3-6   |         |